# Библиотека Завода за спорт и медицину спорта Републике Србије
Библиотека Завода за спорт и медицину спорта Републике Србије је формирана непосредно по оснивању Завода 1956. године. Заједно са Заводом мењала је име и проширивала структуру фонда.

## Спортска библиотека
Библиотека је специјална библиотека и налази се на Кошутњаку. Као део Завода, налази се у оквиру Сектора за стручни и развојно-истраживачки рад у спорту Информационо-документационог одељења.
Библиотека прикупља литературу из области физичке културе и спорта и литературу која се односи на медицинске науке и здравствену заштиту. Такође прикупља објављене стручне радове сарадника Завода и публикације које издаје Завод.
Библиотека је уписана у регистар библиотека. Од 2007. године, Библиотка града Београда је извршила пререгистрацију и уписала Библиотеку Завода у регистар својих библиотека и тако јој постала матична библиотека. Пре тога јој је матична библиотека била Универзитетска библиотека „Светозар Марковић“.

## Фонд библиотеке
Фонд библиотеке има више од 8.000 јединица и налази се у два магацинска простора, чине је стручне монографске и серијске публикације и мањи број DVD издања.
Структура фонда се односи на: спорт уопште; поједине спортске гране (нпр. атлетику, фудбал, одбојку, рукомет, гимнастику, тенис, џудо, карате итд.); на поједине аспекте изучавања спорта (историју спорта, спортска правила, спортски тренинг итд.); спортска такмичења (олимпијске игре, медитеранске игре, светска и европска првенства итд.); образовање кадрова у спорту; физичко васпитање и рекреацију, истраживања у физичкој култури; медицину (медицину спорта, спортске повреде, рехабилитацију спортиста, тестирања физичке способности, хигијену итд.), психологију, спортску психологију, педагогију, антропологију, антропометрију, андрагогију, социологију биохемију, биофизику, биомеханику; итд; грађевинарство и архитектуру (спортских објеката, терена за рекреацију, базена, итд.).

### Смештај фонда
Монографске публикације су сложене на полицама по numerus currens-у, а серијске публикације су поређане по алфабетском принципу.